# أدويران
أدويران هي قرية أمازيغية جبلية مغربية وسط المملكة. تنتمي أدويران لإقليم شيشاوة. تضم هذه القرية 14.191 نسمة (إحصاء 2004).